# José Diego Álvarez
José Diego Álvarez Álvarez (Monforte de Lemos, 21 de dezembro de 1954) é um ex-futebolista espanhol, que atuava como defensor.

## Carreira
José Diego Álvarez fez parte do elenco da Seleção Espanhola de Futebol da Eurocopa de 1980.